# ジェイソン半島

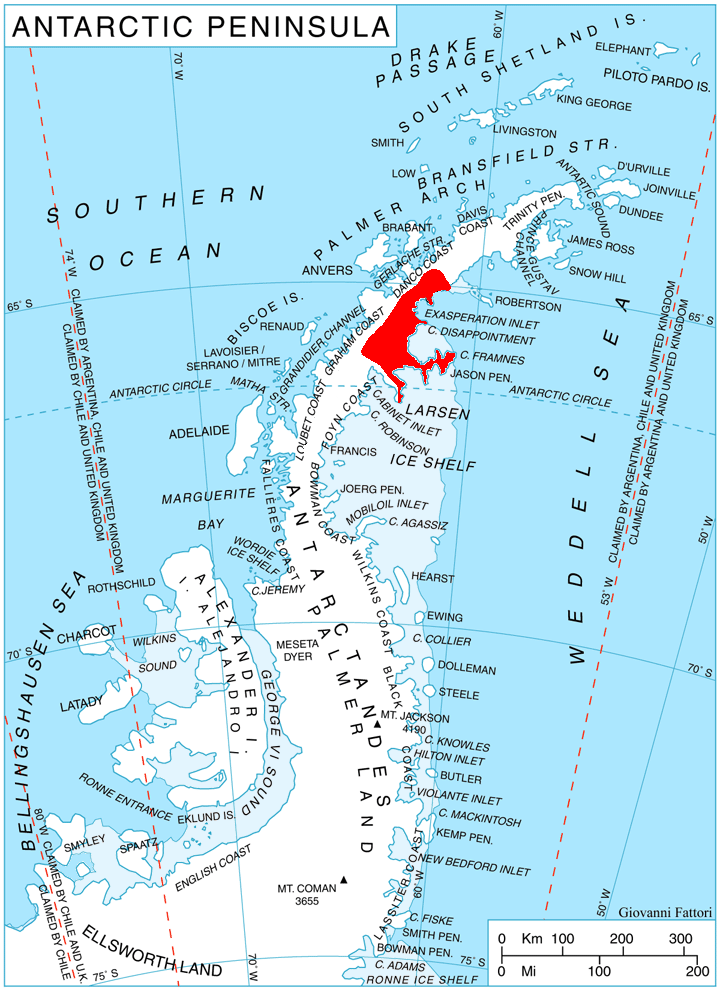
南極半島地図。オスカー2世コースト（赤）の南部に JASON PEN. が示されている。

ジェイソン半島（ジェイソンはんとう、英: Jason Peninsula）は、南極半島東岸、オスカル2世コースト (Oscar II Coast) にある半島。

## 地理
グレアムランド（南極半島の先端側）の東岸から、東のウェッデル海に突き出した大きな半島である。雪に覆われた峰々からなり、ラーセン棚氷の中に聳える。
Medea Dome 山の東側にある地峡から67kmに渡り伸びており、先端はフラムネス岬 (Cape Framnes) である。
南極半島東岸に広がるラーセン棚氷は、北からA, B, Cの3つに区分されるが、ジェイソン半島はラーセンB棚氷とC棚氷を分けている。半島北側のラーセンB棚氷は、2002年に大規模な崩壊を起こした。

## 歴史・名称
この地形は1893年12月1日、ノルウェーの探検家カール・アントン・ラーセンによって海側から発見された。ラーセンは彼の船 (Jason (ship)) に因み、高い峰の一つにジェイソン山と名付けた。しかしラーセンがこの峰を観測した地点は遠く、詳細な地図は作れなかった。
1902年、オットー・ノルデンショルド率いるスウェーデン南極探検隊 (Swedish Antarctic Expedition) が、Borchgrevink Nunatakからこの区域を観察し、ラルセンの見た峰が本土から切り離されていることを報告した。
ラーセンの発見以後、この地域はジェイソン島（Jason Island）と呼ばれていた。1955年、フォークランド諸島属領調査所（FIDS）は、この地形を大きな半島と断定した。